# 森羅萬象統御者
《森羅萬象統御者》，為水月紗鳥所撰寫，插畫為有河聖所繪，日文版由Media Factory所發行，中文版由青文出版社所發行。
2012年，於第8回MF文庫J輕小說新人獎佳作受獎後，同年10月開始在MF文庫J刊行。受獎時的標題為，單行本刊行時更改標題。

## 故事
主角御園日向與青梅竹馬綾川鈴莉渡過了7年的同居生活，日向本以為被鈴莉告白之後，可以過著甜蜜的戀人生活，但此時，日向的堂妹皋月來訪，3人的生活就此開始，而日向與皋月之間卻有著秘密，3人因此被捲入「御園」本家的事件……

## 登場角色
御園日向
本作主角，幼時雙親即過世，跟青梅竹馬的鈴莉一起生活。與由枝有著婚約關係，但為了鈴莉而解除婚約。
能力：萬物的支配者（Omnia Usurius）
綾川鈴莉
本作女主角，日向的青梅竹馬，1卷開頭時跟日向表白而成為戀人，長相出眾，但家事能力十分貧乏，尤其料理方面都得仰仗日向。
御園皋月
日向的表妹兼同父異母妹妹，屬於有話就說的類型，因此往往造成騷動。其母是日向母親的姊妹。日向形容其父為「姊妹通吃」。
能力：萬物創造
御園由枝
日向的堂姊，即使與日向解除婚約依舊保持良好關係，常常幫助日向他們。
月詠詞香
「御園」隱蔽班的班長，並且極度崇拜日向。
能力：緊閉的小屋

## 出版書籍

### 輕小說
| 集數 | Media Factory | Media Factory  | Media Factory          | 青文出版社      | 青文出版社    | 青文出版社                                                   |
| 集數 | 標題          | 發售日期       | ISBN                   | 標題            | 發售日期      | ISBN                                                         |
| ---- | ------------- | -------------- | ---------------------- | --------------- | ------------- | ------------------------------------------------------------ |
| 1    |               | 2012年10月31日 | ISBN 978-4-8401-4849-8 | 萬物創造        | 2013年4月19日 | ISBN 978-986-310-592-3                                       |
| 2    |               | 2013年2月28日  | ISBN 978-4-8401-4986-0 | 封閉的小房間 上 | 2013年8月15日 | EAN 4718016008106（特裝版）                                  |
| 3    |               | 2013年6月28日  | ISBN 978-4-8401-5233-4 | 封閉的小房間 下 | 2014年2月6日  | EAN 4718016009202（特裝版） ISBN 978-986-310-938-9（一般版） |
| 4    |               | 2013年10月25日 | ISBN 978-4-04-066033-2 | 萬物的支配者    | 2014年8月7日  | EAN 4718016009493（特裝版） ISBN 978-986-356-098-2（一般版） |